# فهرست سرزمین‌هایی که روسی یک زبان رسمی در آنجا است

وضعیت رسمی روسی در جهان
زبان رسمی
یکی از زبان‌های رسمی

پرچم کشورهای روس زبان

در اینجا فهرست سرزمین‌هایی که زبان رسمی‌شان روسی است ارائه شده است. روسی زبان مادری حدود ۱۴۵ میلیون نفر است و ۱۱۰ میلیون نفر آن را به عنوان زبان دوم می‌دانند. روسی زبان رسمی فدراسیون روسیه و یکی از زبان‌های رسمی کشورهای بلاروس، قزاقستان، قرقیزستان و جمهوری خودمختار کریمه و نیز یکی از شش زبان رسمی سازمان ملل متحد است. همچنین این زبان به صورت گسترده در کشورهای اوکراین، گرجستان، ارمنستان، جمهوری آذربایجان، تاجیکستان، ازبکستان، ترکمنستان و اسرائیل تکلم می‌شود.

## کشورهای مستقل
روسی در کشورهای زیر یک زبان رسمی است:
| ردیف | کشور      | جمعیت       |
| ---- | --------- | ----------- |
| ۱    | روسیه     | ۱۴۵٬۱۶۶٬۷۳۱ |
| ۲    | قزاقستان  | ۱۴٬۹۵۳٬۱۰۰  |
| ۳    | بلاروس    | ۱۰٬۰۴۵٬۲۰۰  |
| ۴    | قرقیزستان | ۴٬۸۹۶٬۱۰۰   |

## سرزمین‌هایی با رسمیت محدود
روسی در سرزمین‌های زیر یک زبان رسمی است:
| ردیف | کشور          | جمعیت   |
| ---- | ------------- | ------- |
| ۱    | آبخاز         | ۲۱۶٬۰۰۰ |
| ۲    | اوستیای جنوبی | ۷۰٬۰۰۰  |
| ۳    | ترانسنیستریا  | ۵۳۷٬۰۰۰ |
| ۴    | گاگائوز       | ۱۵۵٬۷۰۰ |

## سایر وضعیت‌ها
روسی در برخی از کشورها از وضعیت ویژه ای برخوردار است اما زبان رسمی نیست. این کشورها عبارتند از:
- ارمنستان
- جمهوری آذربایجان
- استونی
- اسرائیل
- گرجستان
- لتونی
- لیتوانی
- مولدووا
- تاجیکستان
- ترکمنستان
- اوکراین
- ازبکستان